# حل يرضي جميع الأطراف (فلم)
حل يرضي جميع الأطراف هو فيلم مصري كوميدي من إنتاج عام 1986م، من بطولة سمير غانم وسناء جميل وهو من إخراج علوية زكي وتأليف إحسان كمال، ونادية رشاد.

## الشخصيات
- سمير غانم (عمر)
- سناء جميل (منيرة)
- عبد المنعم إبراهيم (عزيز)
- نادية رشاد (تهاني)
- فاروق الدمرداش (هاشم)
- عزة كمال (ناني)

## قصة الفيلم
يحكي عن زوجة تسعى إلى إبعاد ابن زوجها المتوفي عن المنزل، حتى تستطيع الحياة بمفردها وإحضار ابنتها لتعيش معها، في الوقت الذي يسعى فيه الابن للانفراد بالشقة حتى يستطيع الزواج، يفكران في الحل الوحيد وهو أن يتزوج الابن من الابنة ويعيشا في الشقة، لتتصاعد الأحداث.

## وصلات خارجية
- مقالات تستعمل روابط فنية بلا صلة مع ويكي بيانات